# Allein machen sie dich ein
Allein machen sie dich ein ist ein Dokumentarfilm  von 1974 über die Nutzung des besetzten Georg-von-Rauch-Hauses in Berlin-Kreuzberg.

## Inhalt
Der Film beschreibt das Leben der  jungen Bewohner im Georg-von-Rauch-Haus, ihren Alltag, ihre Vorstellungen und die Schwierigkeiten in der Entwicklung.

## Hintergründe
Im Dezember 1971 hatten Studenten, Schüler, junge Arbeiter und „abgehauene“ Bewohner von Jugendheimen ein leerstehendes Gebäude des Bethanien-Krankenhauses in Berlin-Kreuzberg besetzt, um dort ein autonomes Wohnprojekt umzusetzen. Sie erhielten bald einen Nutzungsvertrag vom Senat, mussten aber danach einige weitere Schwierigkeiten überwinden.
Der Titel des Films ist ein Lied der Band Ton Steine Scherben, deren Mitglieder auch im Georg-von-Rauch-Haus wohnten.
Der Film wurde zuerst bei den Internationalen Filmfestspielen in Berlin Anfang 1974 gezeigt. Danach wurde er bei verschiedenen Veranstaltungen und in Programmkinos aufgeführt.